# 内皮型一酸化窒素合成酵素
内皮型一酸化窒素合成酵素（ないひがたいっさんかちっそごうせいこうそ、英: endothelial nitric oxide synthase、略称: eNOS）または一酸化窒素合成酵素3（nitric oxide synthase 3、NOS3）は、ヒトでは7番染色体の7q35-7q36領域に位置するNOS3遺伝子によってコードされる酵素である。この酵素は、一酸化窒素（NO）の合成を行う3つの一酸化窒素合成酵素のうちの1つである。NOは気体の親油性低分子で、いくつかの生物学的過程に関与する。他の2つのアイソフォームは、脳の特定の神経細胞で恒常的に発現している神経型（nNOS、NOS1）と、一般的には炎症性疾患で発現が誘導される誘導型（iNOS、NOS2）である。eNOSは主に血管内皮でのNOの産生を担う。血管内皮は血管の内側表面に並んだ単層の扁平細胞からなり、内腔を循環する血液と血管壁の残りの部分との境界面となる。血管内皮でeNOSによって産生されるNOは、血管緊張、細胞増殖、白血球の接着、血小板の凝集の調節に重要な役割を果たす。そのため、健康な心臓血管系には機能的なeNOSが必要不可欠である。

## 構造と触媒活性
eNOSは同一な 134 kDaの単量体2つからなる二量体で、各単量体は、ニコチンアミドアデニンジヌクレオチドリン酸（NADPH）、フラビンモノヌクレオチド（FMN）、フラビンアデニンジヌクレオチド（FAD）の結合部位であるレダクターゼドメインと、ヘム、亜鉛、補因子のテトラヒドロビオプテリン（BH4）、基質のL-アルギニンの結合部位であるオキシダーゼドメインによって構成される。レダクターゼドメインとオキシダーゼドメインはカルモジュリン結合配列によって連結されている。血管内皮では、NOはeNOSによってL-アルギニンと、ヘム基に結合する酸素分子から合成され、最終的にはNOとL-シトルリンが形成される。eNOSが効率的にNOを産生するためには、補因子BH4の結合が必要不可欠である。この補因子がない場合、eNOSは二量体型から単量体型へと移行し、脱共役した状態（uncoupled eNOS）となる。このコンフォメーションでは、eNOSはNOの代わりに、非常に反応性の高いフリーラジカルであるスーパーオキシドアニオンを産生し、心臓血管系に有害な結果をもたらす。

## 機能
eNOSは心臓血管系に対する保護機能をもつが、それはNOの産生によるものである。血管緊張の調節は、NOの心臓血管系における役割のなかで最もよく知られたものの1つである。NOは内皮細胞で産生されると、血管平滑筋細胞へ細胞膜を越えて拡散し、グアノシン三リン酸から環状グアノシン一リン酸（cGMP）への変換を触媒する可溶性グアニル酸シクラーゼ（sGC）を活性化する。その後cGMPはプロテインキナーゼG（PKG）を活性化し、PKGは複数の細胞内標的をリン酸化して細胞内のCa2+濃度を低下させ、血管の弛緩を促進する。NOはcGMP依存的なCa2+流入阻害や、またはアルギナーゼやオルニチンデカルボキシラーゼを直接阻害しDNA合成に必要なポリアミドの産生を低下させることによって、抗増殖効果を発揮する。また、NOは血小板の膜を越えてsGCの活性化を行い血小板凝集を阻害するため、抗血栓効果も示す。さらにNOは、血管内皮でケモカインと細胞接着分子の発現を誘導するNF-κBを阻害することで、白血球の血管内皮への接着に影響を与える。これらの機能に加えて、eNOSによって産生されるNOは、スパーオキシドアニオンから過酸化水素への変換を触媒する抗酸化酵素であるスーパーオキシドジスムターゼの発現を増加させることで抗酸化作用も示す。NOの抗酸化作用の一部は、血管中のスパーオキシドアニオン濃度を低下させる、ヘムオキシゲナーゼ1とフェリチンのアップレギュレーションによるものでもある。

## 調節
eNOSの発現と活性は、相互連結した複数の調節機構によって転写、転写後、翻訳後の段階で注意深く制御されている。NOS3のプロモーターに対するSp1、Sp3、Ets-1、Elf-1、YY1などの転写因子の結合とDNAメチル化は、転写調節の重要な機構である。転写後の段階では、一次転写産物の修飾、mRNAの安定性、細胞内局在、核-細胞質間輸送によってeNOSは調節されている。翻訳後の段階では、脂肪酸によるアシル化、タンパク質間相互作用、基質や補因子の利用可能性、リン酸化の程度によってeNOSは調節されている。eNOSがミリストイル化とパルミトイル化によって、コレステロールとスフィンゴ脂質に富む、ポケット状の膜陥入部であるカベオラに接着されていることは重要である。eNOSがカベオラへ結合すると、カベオリン1との直接的で強固な相互作用によって酵素は不活性化される。カルシウムによって活性化されたカルモジュリンはeNOSへ結合してカベオリン1に置き換わり、eNOSを活性化する。さらに、eNOSの活性は複数のチロシン、セリン、スレオニン残基のリン酸化によって動的な調節を受けている。

## 臨床的意義
NO産生の異常は、高血圧、子癇前症、糖尿病、肥満、勃起不全、片頭痛などいくつかの疾患の病因に関係している。NOS3遺伝子の多型がこれらの疾患に対する感受性に影響を与えることが多数の研究によって示されている。NOS3は多型が非常に多い遺伝子であるが、広く研究されている多型は、g.-786T>C（NOS3のプロモーター領域（-786）でみられるTからCへの置換）、Glu298Asp（エクソン7に位置する298番残基でみられるGluからAspへのアミノ酸置換）、イントロン4の27ヌクレオチドのリピートによって特徴づけられる反復配列多型（VNTR）の3つである。g.-786T>C多型に関して、C型アレルはeNOSの発現とNOの産生が低下し、高血圧、子癇前症、糖尿病性腎症、糖尿病網膜症、片頭痛、勃起不全と関係している。Glu298Asp多型に関しては、Asp型アレルはeNOSの活性が低下し、高血圧、子癇前症、糖尿病、片頭痛、勃起不全に対する感受性の増大と関係している。イントロン４のVNTRはeNOSの発現に影響を与え、高血圧、子癇前症、肥満、糖尿病に対する感受性に影響を与える。エビデンスの蓄積によって、NOS3のハプロタイプ（近接したDNAブロック内のアレルの組み合わせ）と疾患との関係が支持されるようになっている。このアプローチは、遺伝的多型を1つ1つ解析していくよりも多くの情報が得られる。g.-786T>C、Glu298Asp、そしてイントロン4のVNTRを含むハプロタイプは、高血圧、子癇前症、糖尿病患者の高血圧に対する感受性に影響を与える。NOS3の多様性は、スタチン、アンジオテンシン変換酵素（ACE）阻害薬、ホスホジエステラーゼ5（PDE-5）阻害薬など、NOシグナリングに影響を与える薬剤に対する応答に影響を及ぼす可能性がある。スタチンによる治療は、g.-786T>C多型がTT型の患者よりもCC型の患者でNOのバイオアベイラビリティを高める効果が高い。TC型またはCC型の高血圧患者は、ACE阻害薬エナラプリルに対しより良い高血圧抑制応答を示す。同様に、C型アレルを持つ勃起不全の患者はPDE-5阻害薬シルデナフィルに対しより良い応答を示す。まとめると、これらの研究はスタチン、ACE阻害薬、PDE-5阻害薬がg.-786T>C多型に変異を有する患者のNO産生不全を改善し、それによって心臓血管系のリスクを低下させることを示唆している。個別の遺伝的多型の分析に加えて、g.-786T>C、Glu298Asp、イントロン4のVNTRを含むハプロタイプが勃起不全の患者のシルデナフィルへの応答に影響を与えることが示されている。

## 関連文献
- “Aberrant expression of nitric oxide synthase III in Alzheimer's disease: relevance to cerebral vasculopathy and neurodegeneration”. Neurobiology of Aging 21 (2):  309–19. (2000). doi:10.1016/S0197-4580(99)00108-6. PMID 10867216.
- “Regulation of endothelial nitric oxide synthase: location, location, location”. Annual Review of Physiology 64:  749–74. (2002). doi:10.1146/annurev.physiol.64.081501.155952. PMID 11826287.
- “Regulation of endothelial nitric oxide synthase activity and gene expression”. Annals of the New York Academy of Sciences 962:  122–30. (May 2002). doi:10.1111/j.1749-6632.2002.tb04062.x. PMID 12076969.
- “Regulation of endothelial nitric oxide synthase by tetrahydrobiopterin in vascular disease”. Arteriosclerosis, Thrombosis, and Vascular Biology 24 (3):  413–20. (Mar 2004). doi:10.1161/01.ATV.0000110785.96039.f6. PMID 14656731.
- “Endothelial nitric oxide synthase: a new paradigm for gene regulation in the injured blood vessel”. Arteriosclerosis, Thrombosis, and Vascular Biology 24 (3):  405–12. (Mar 2004). doi:10.1161/01.ATV.0000109171.50229.33. PMID 14656742.
- “Dysfunction of endothelial nitric oxide synthase and atherosclerosis”. Arteriosclerosis, Thrombosis, and Vascular Biology 24 (6):  998–1005. (Jun 2004). doi:10.1161/01.ATV.0000125114.88079.96. PMID 15001455.
- “Role of eNOS in neovascularization: NO for endothelial progenitor cells”. Trends in Molecular Medicine 10 (4):  143–5. (Apr 2004). doi:10.1016/j.molmed.2004.02.001. PMID 15162796.